# Villa Cerro Azul
Villa Cerro Azul es una localidad situada en el departamento Colón, provincia de Córdoba, Argentina.
Se encuentra ubicada en las Sierras Chicas, a orillas del río San Vicente o Agua de Oro, también llamado arroyo Chavascate.
La localidad está ubicada a 3 km al sudoeste de otra villa serrana más importante, Agua de Oro, con la cual se vincula por camino consolidado, que parte desde la ruta E53, pavimentada. Esta ruta a su vez, la conecta con la capital provincial, distante 44 km.
Villa Cerro Azul fue fundada en el año 1936 por Don Andrés Bercovich, un reconocido político cordobés que se desempeñó como Presidente de la Cámara de Diputados de la provincia de Córdoba en el año 1940 por la Unión Cívica Radical y que también fundó el diario "El Día". Padre del luego Interventor Federal en Córdoba, Raúl Bercovich Rodríguez durante la presidencia de María Estela Martínez de Perón.
El pueblo forma parte de una Reserva Hídrica Comunal por la que se establece la importancia de preservar el ambiente y los recursos naturales. Además, en su ingreso por la zona de El Manzano, lo primero que se puede ver son carteles indicando que allí se encuentra el Sitio Arqueológico “Kamchira”, que ha sido registrado y declarado por la Dirección de Patrimonio Provincial de la Agencia Córdoba Cultura.

## Gobierno
Actualmente la Comuna de Villa Cerro Azul esta gobernada por la comisión comunal, la cual está compuesta por: 

### Comisión Comunal[1]
Natalia Di Pace  (Presidenta Comunal - Unión Vecinal Villa Cerro Azul) 
Daniel Lungo (Tesorero - Unión Vecinal Villa Cerro Azul) 
María Laura Wehrli (Secretaria - Hacemos x VCA)
Tribunal de Cuentas
Salvador González (Presidente Tribunal de Cuentas - Unión Vecinal Villa Cerro Azul)
Susana Dado (Vocal Tribunal de Cuentas - Unión Vecinal Villa Cerro Azul)
Daniel Bordino (Vocal Tribunal de Cuentas - Hacemos x VCA).
El 25 de junio de 2023 Natalia Di Pace ganó las elecciones, transformándose en la primera mujer elegida por el voto popular como Jefa Comunal en Villa Cerro Azul.
Elecciones 2023:
𝟰𝟮,𝟵𝟵% 𝗨𝗻𝗶𝗼́𝗻 𝗩𝗲𝗰𝗶𝗻𝗮𝗹 𝗩𝗶𝗹𝗹𝗮 𝗖𝗲𝗿𝗿𝗼 𝗔𝘇𝘂𝗹
30,09% Hacemos Unidos por Villa Cerro Azul
19,68% Juntos por el Cambio Villa Cerro Azul

## Geografía

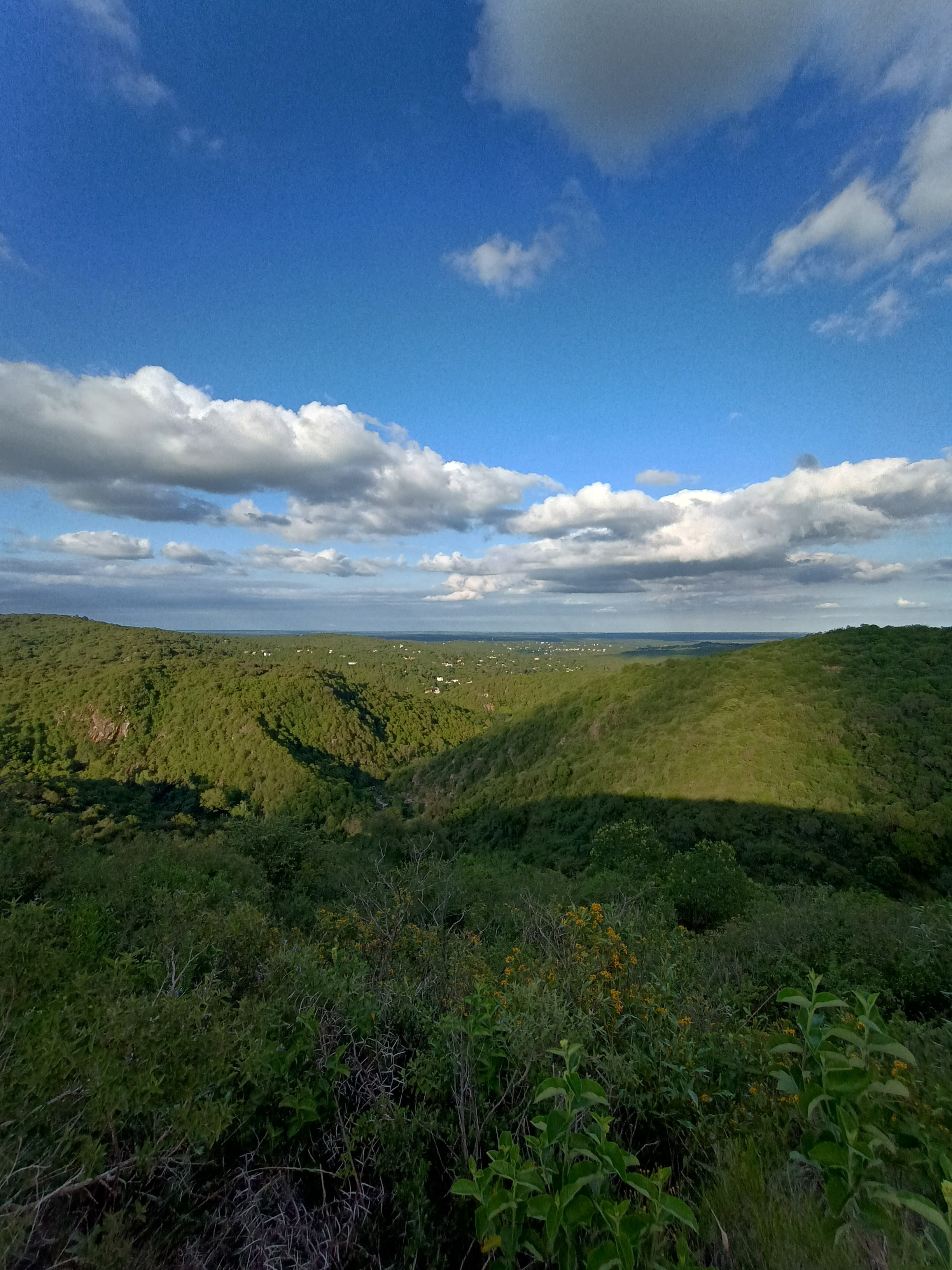
Villa Cerro Azul visto desde el camino a la localidad de Cuandonga

### Población
Cuenta con 509 habitantes (Indec, 2022), lo que representa un incremento del 50,5% frente a los 253 habitantes (Indec, 2010) del censo anterior. Villa Cerro Azul es un pueblo esencialmente turístico, con pocos habitantes estables y 265 viviendas (censo 2010), lo cual refleja que predominan las casas de fin de semana.
| Gráfica de evolución demográfica de Villa Cerro Azul entre 1991 y 2022 |
|                                                                        |
| Fuente: Censos nacionales del INDEC                                    |

### Clima
El clima en Villa Cerro Azul es Templado Serrano.
Son comunes el granizo y las grandes tormentas eléctricas, generalmente venidos desde el sur. La temporada de lluvias se extiende durante los meses de noviembre y diciembre.
El cielo puede nublarse muy imprevistamente en los momentos anteriores a una de estas últimas.
Son comunes los vientos de intensidad moderada, aunque la vegetación densa puede hacer que estos no se sientan con toda su intensidad.
No son extrañas las nevadas entre los meses de julio y agosto.

### Ambiente
El pueblo forma parte de una Reserva Hídrica Comunal por la que se establece la importancia de preservar el ambiente y los recursos naturales. 

#### Río Chavascate / San Vicente
El río cruza a Villa Cerro Azul.
Tiene su lecho pedregoso en la mayor parte, aunque es arenoso, de arena gruesa, en los lugares más profundos.
Pueden encontrarse truchas, aunque su pesca está prohibida, y otras dos especies conocidas como mojarritas y viejas del agua.
Además es normal encontrar renacuajos de sapo
De este, la Cooperativa de Servicios Públicos de Agua de Oro extrae el agua que sirve a Villa Cerro Azul, Agua de Oro y El Manzano, entre otras localidades.
Es por esto que el caudal que pasa por el pueblo es más bajo que en décadas anteriores, antes de la instalación de agua potable en esta zona de las sierras chicas.
Es normal que el río, luego de grandes lluvias, crezca hasta dos metros por sobre su nivel normal. Esta crecida puede ser de forma violenta. Así es como el pueblo ha perdido diques y puentes. Asimismo, también ha ocurrido que la intensa corriente del río arrastre a personas que circunstancialmente se encontraban en su camino, las cuales luego fueron halladas sin vida.

#### Flora
El ambiente originario, estaba compuesto de arbustos espinosos como churquis y hierbas altas. Además podía encontrarse hierbas tales como la peperina.
Sin embargo, al poblarse, especialmente desde 1970, el ambiente se vio totalmente afectado.
Aunque la mayoría de la flora continúa existiendo, árboles como los conocidos como ‘’siempreverdes’’, los paraísos y toda clase de coníferas resultaron totalmente adaptables al ambiente preexistente. En especial los ‘’siempreverdes’’, pueden considerarse como una invasión, ya que como poseen un rápido crecimiento, pueden encontrarse en todo el cerro, formando bosques exclusivamente de esta especie.
Un caso para destacar es el de la peperina, la cual, a diferencia de hace 4 décadas atrás, cuando crecía a los lados de los caminos, es muy difícil de encontrar, debido, especial y únicamente a la depredación humana.

#### Fauna
En Villa Cerro Azul, pueden encontrarse aves como gallinas, palomas, horneros, gorriones, pájaros carpinteros, tordos, aguiluchos.
Pueden, además encontrarse serpientes. De este suborden pueden encontrarse corales y culebras
Entre los mamíferos, encontramos perros, gatos, conejos, cabras, chanchos, zorros y cuises.
Además, aunque sea casi imposible que ingresen a la zona urbana, es zona de pumas.
En lo que respecta a insectos, abundan las hormigas, especialmente las negras.
Es abundante la cantidad de polillas y mariposas.
También es posible visualizar muchas especies de escarabajos.
Entre muchísimos más, vale nombrar a los mosquitos y moscas.

### Sismicidad
La sismicidad de la región de Córdoba es frecuente y de intensidad baja, y un silencio sísmico de terremotos medios a graves cada 30 años en áreas aleatorias. Sus últimas expresiones se produjeron:
- 22 de septiembre de 1908 (116 años), a las 17.00 UTC-3, con 6,5 Richter, escala de Mercalli VII; ubicación 30°30′0″S 64°30′0″O / -30.50000, -64.50000; profundidad: 100 km; produjo daños en Deán Funes, Cruz del Eje y Soto, provincia de Córdoba, y en el sur de las provincias de Santiago del Estero, La Rioja y Catamarca[4]

- 16 de enero de 1947 (78 años), a las 2.37 UTC-3, con una magnitud aproximadamente de 5,5 en la escala de Richter (terremoto de Córdoba de 1947)[3]

- 28 de marzo de 1955 (70 años), a las 6.20 UTC-3 con 6,9 Richter: además de la gravedad física del fenómeno se unió el desconocimiento absoluto de la población a estos eventos recurrentes (terremoto de Villa Giardino de 1955)

- 7 de septiembre de 2004 (20 años), a las 8.53 UTC-3 con 4,1 Richter

- 25 de diciembre de 2009 (15 años), a las 21.42 UTC-3 con 4,0 Richter

## Características urbanas
Villa Cerro Azul se despliega esencialmente entre el Río San Vicente (también llamado Chavascate) y la avenida principal, la avenida Lima, que es la continuación de la salida a la ruta E-53 y es donde se encuentra la comuna. Los caminos de la comuna son de grava y tierra.
Existen tres puentes de cemento que cruzan el río: uno que une a Villa Cerro Azul con Agua de Oro, y otros de tránsito interno.

### Plazas
Villa Cerro Azul posee grandes extensiones de verde y jardines, y existen ciertos parques públicos, equipados con juegos infantiles.

#### Plaza de la Madre
La plaza está dedicada a las madres. En ella existe un busto de una madre y su hijo. Asimismo, hay una placa en homenaje a los Héroes de Malvinas.

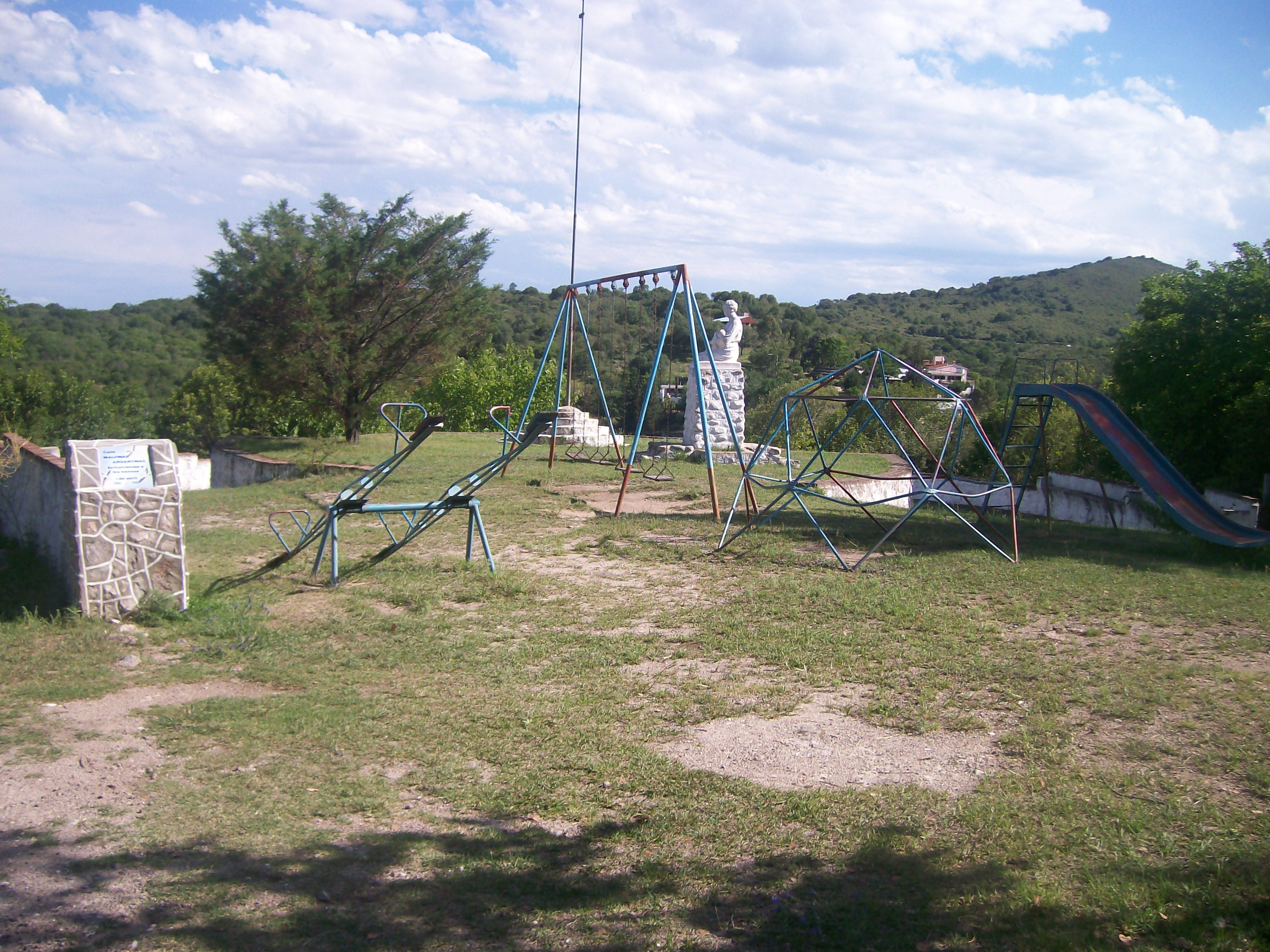
Plaza de la Madre
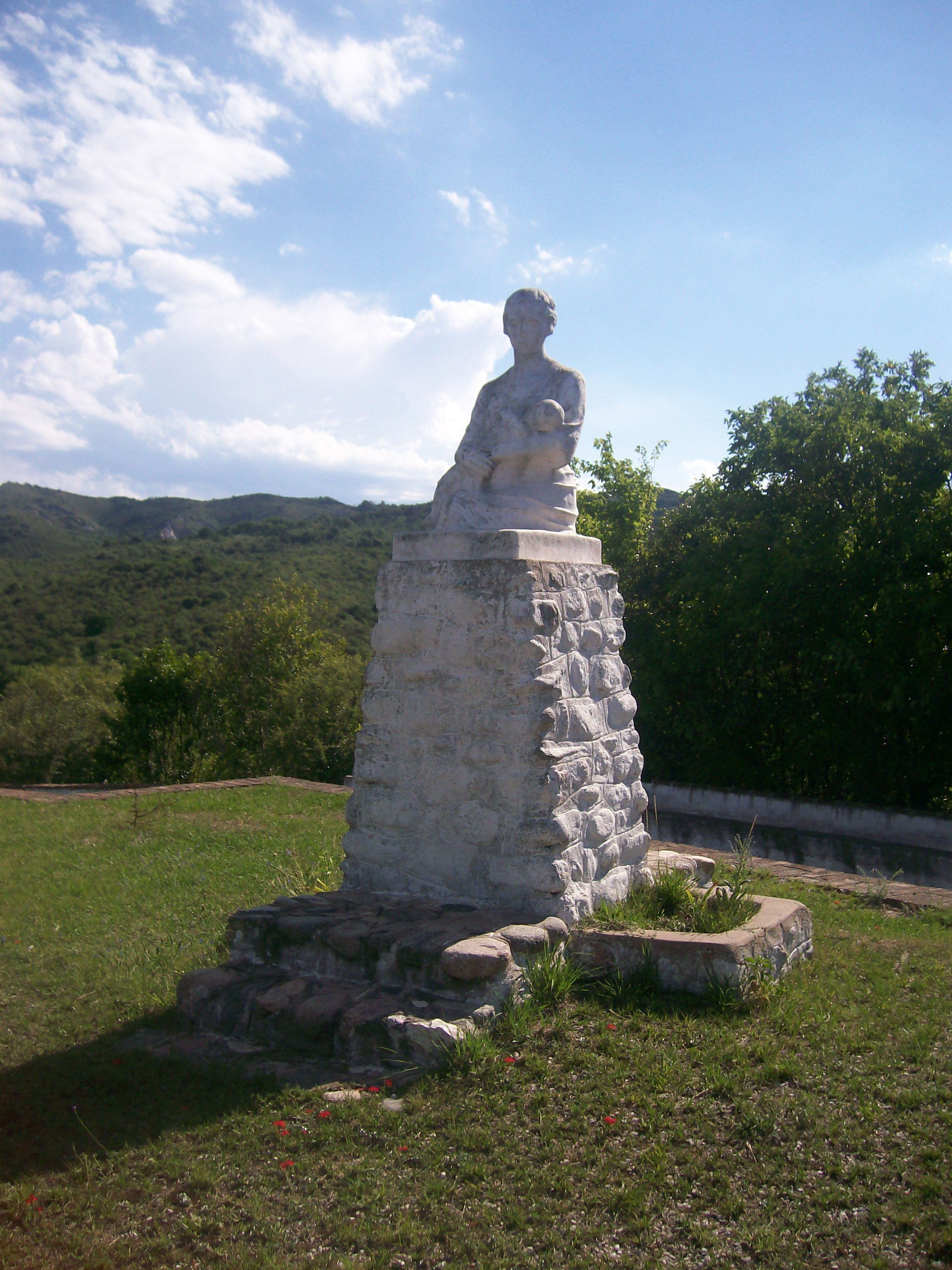
Busto
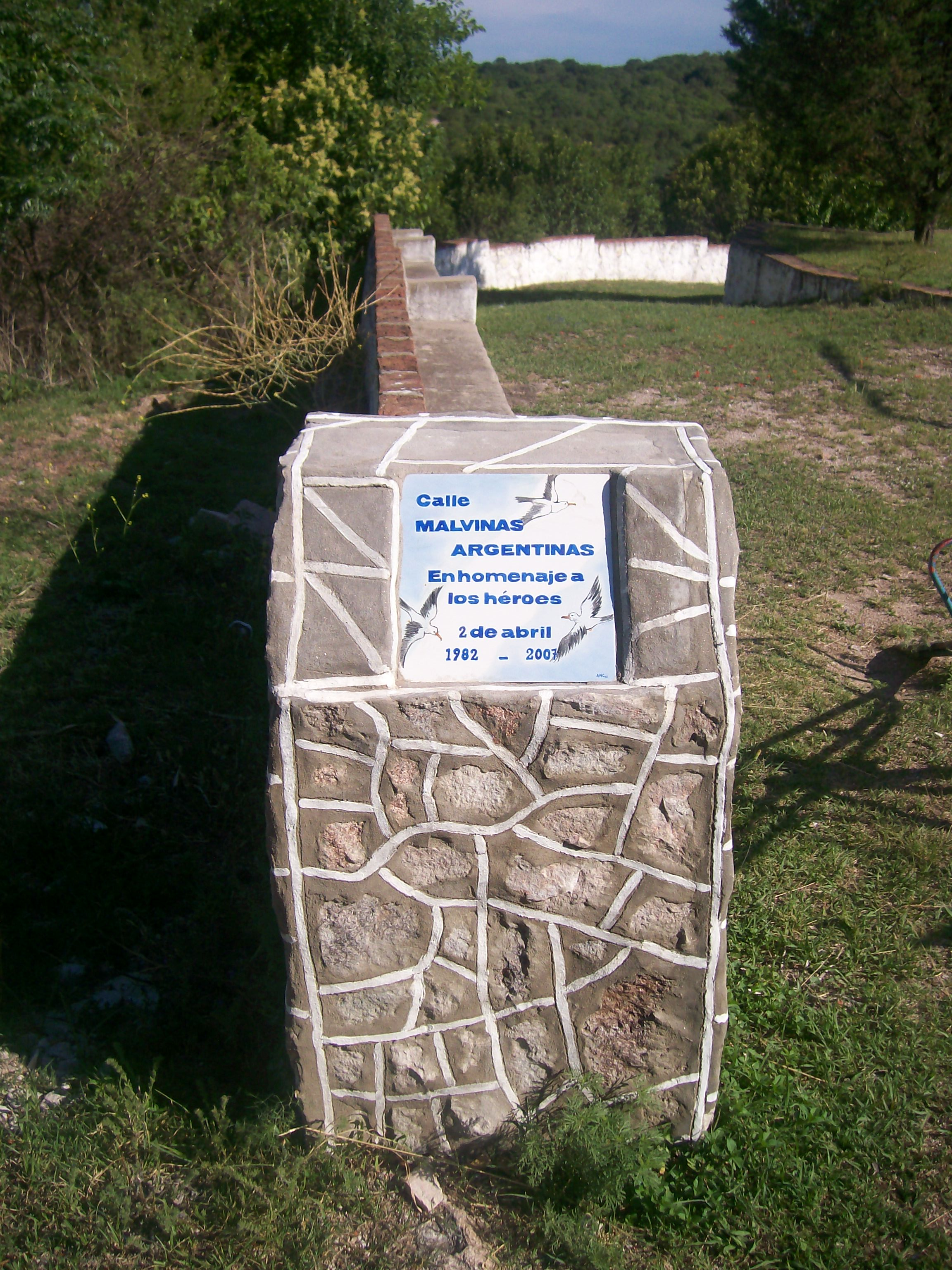
Placa homenaje

### Grutas
La patrona de Villa Cerro Azul es Nuestra Señora del Monte Carmelo.
Se construyó una gruta en la cúspide de un cerro, de modo que sea esté el final de la procesión en su día, se pueda observar desde Cerro Azul, y que el frente de esta observe a todo el pueblo.
Hubo un intento de construir otra gruta, de un tamaño similar a la que se encuentra en la cúspide.
Se comenzó a construir al final de la cortada Buenos Aires.
Sin embargo, el proyecto de continuar la dicha cortada, la cual debería haber pasado por el lugar donde se erigía la gruta, detuvo la construcción.

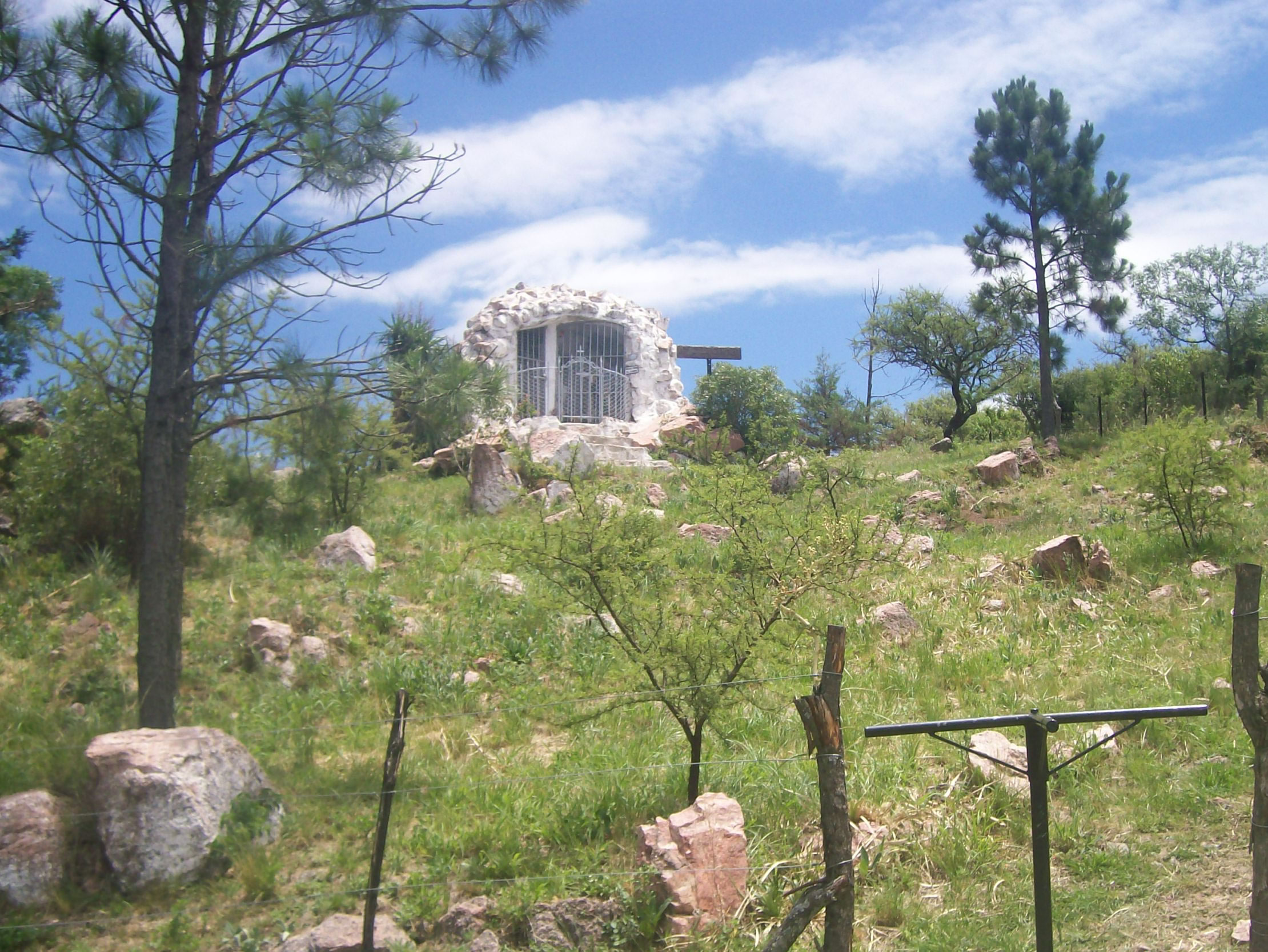
Gruta a la Virgen del Carmen
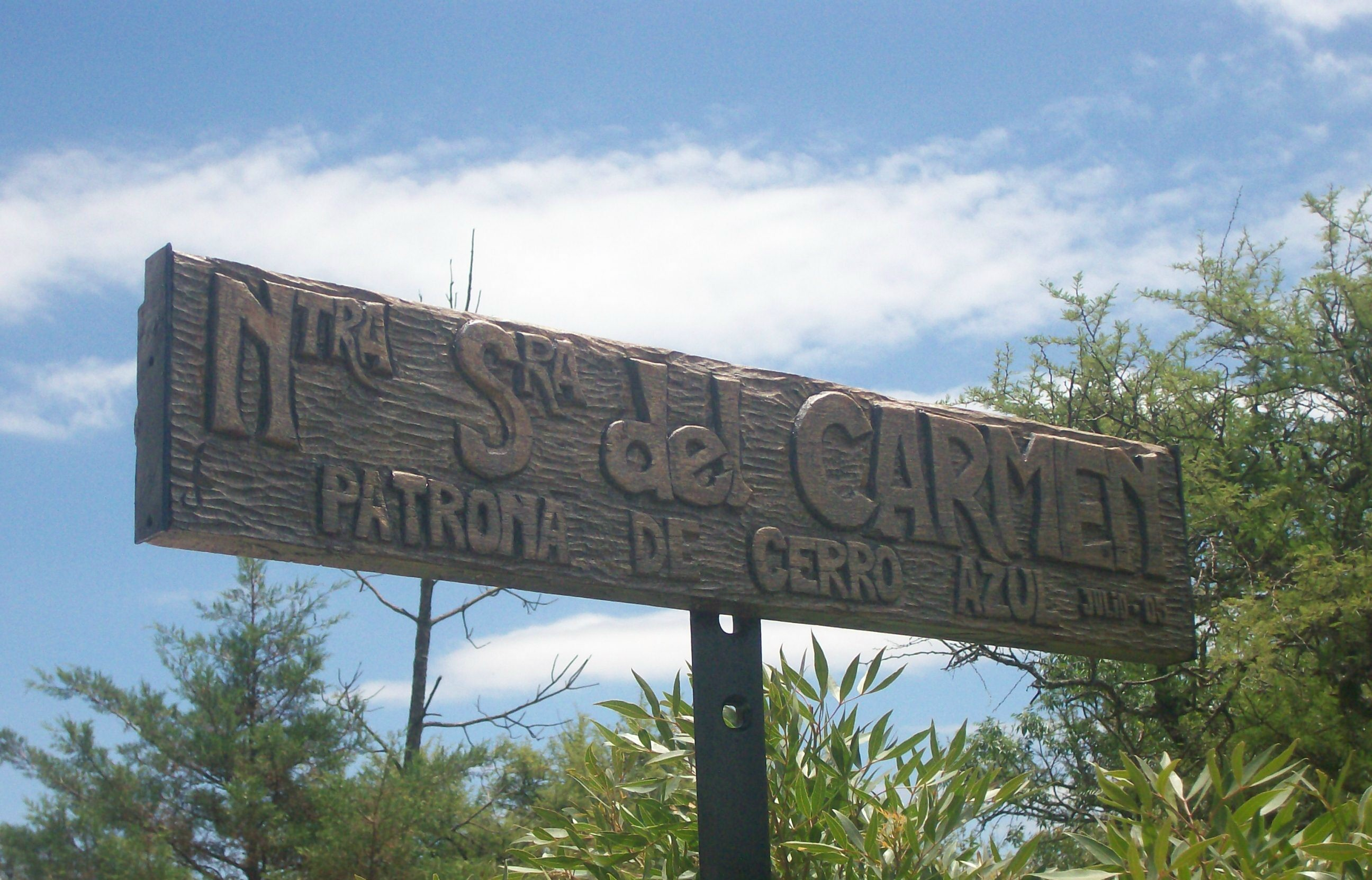
Cartel que indica el lugar y el patronazgo mencionado.
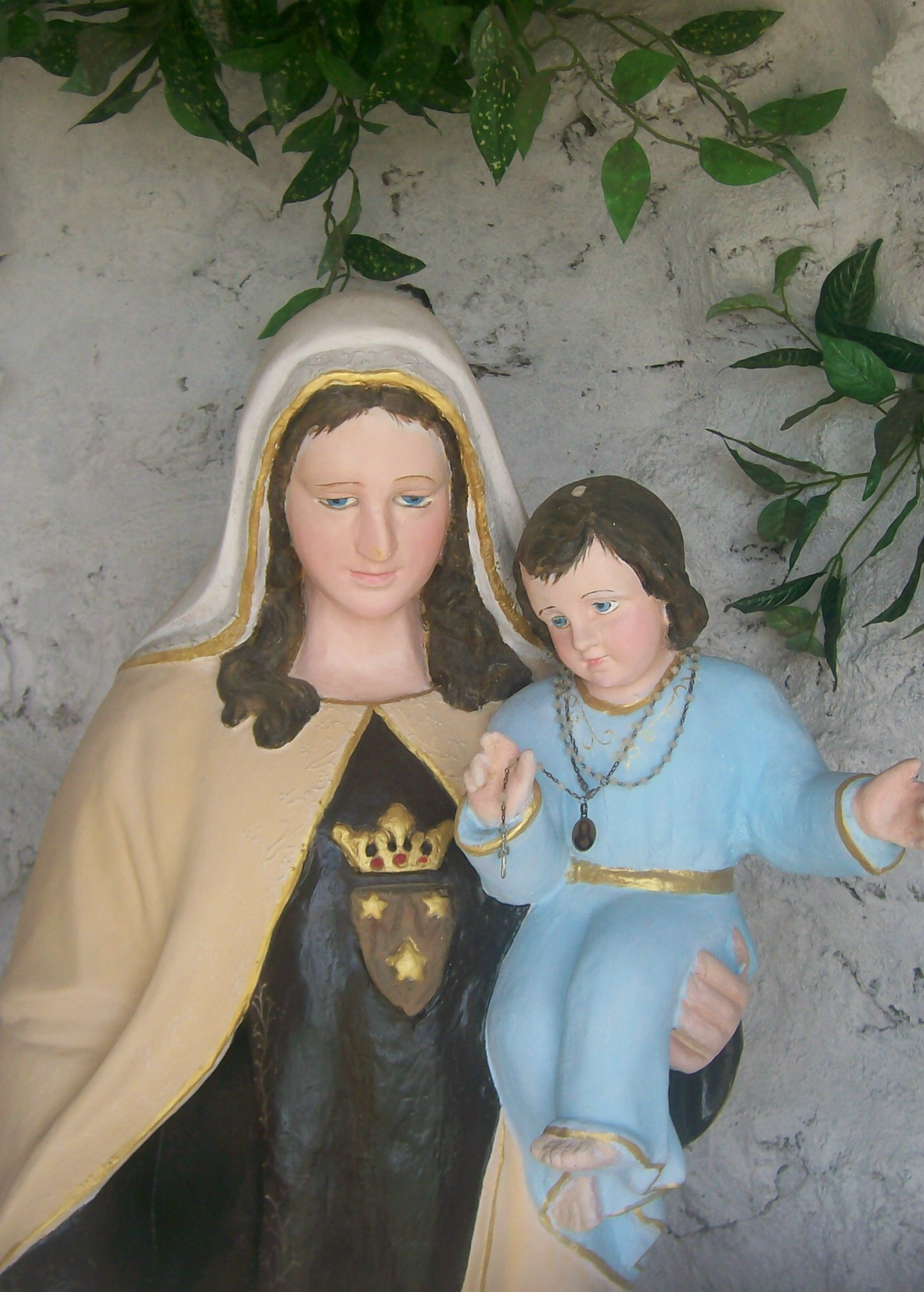
Imagen de la Virgen del Carmen.
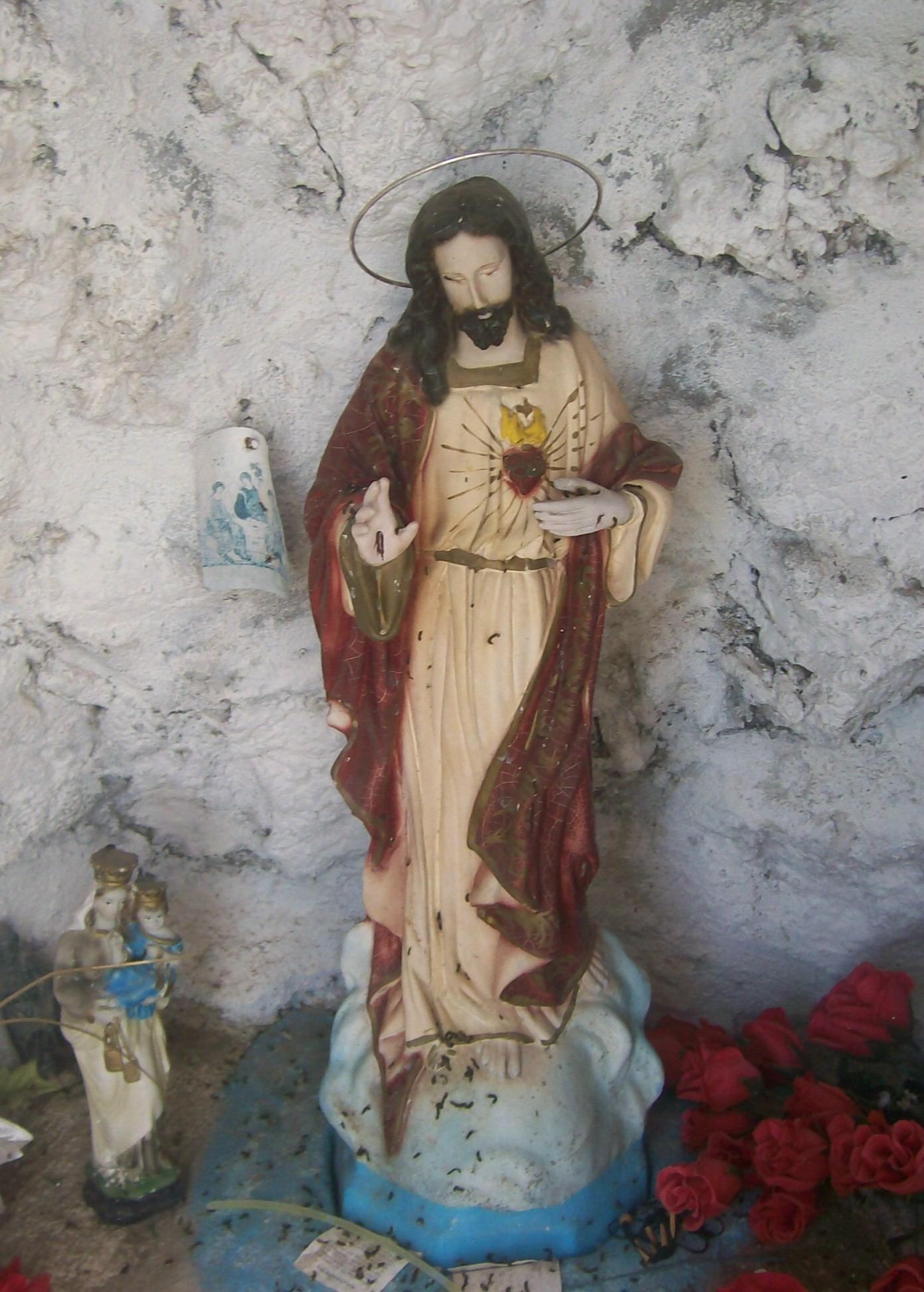
Imagen de Jesús, también presente en la Gruta.

## Educación
Posee un preescolar para niños de 3,4 y 5 años que funciona por la mañana, mientras que por la tarde funciona una escuela de nivel inicial. Cuenta con un vehículo de transporte público para traslado de alumnos y maestras a las escuelas de la zona, en el marco de Boleto Educativo Gratuito financiado por la provincia.

## Transporte
Pasa por avenida Lima, Cuatro o Cinco veces por día, un colectivo que une el pueblo con la Ciudad de Córdoba, pasando por todos los pueblos intermedios.
En la actualidad, solo transitan 2 colectivos al día.
Además es posible conseguir taxis y remises que tienen base en Agua de Oro.
La Comuna no posee medios de transporte público propio.

## Cultura
La comuna cuenta con un Salón de Usos Múltiples para la realización de eventos. También biblioteca y sala de computación con internet gratuita para los vecinos. Además, en su ingreso por la zona de El Manzano, lo primero que se puede ver son carteles indicando que allí se encuentra el Sitio Arqueológico “Kamchira”, que ha sido registrado y declarado por la Dirección de Patrimonio Provincial de la Agencia Córdoba Cultura.

### Religión
Gran parte de sus habitantes son de religión católica.

### Fiestas
Las fiestas más grandes del pueblo son religiosas. En primer lugar encontramos la fiesta del día de la Virgen del Carmen, patrona del lugar. Luego, el viacrucis también suele ser una peregrinación grande hasta la gruta de la Virgen del Carmen. El sábado 16 de julio se realiza las fiesta patronal cumpliendo 80 años de vida.